# 东镇乡
东镇乡是中国陕西省安康市汉滨区下辖的一个乡。该乡已经撤销，如今其辖区归属茨沟镇。

## 行政区划
东镇乡下辖以下行政区：
东镇村、营盘垭村、水利沟村、西沟村、铁尺村、三店村、二郎村、王莽村、麂子沟村、青坪村、狮子沟村、黑牛沟村